# Italijanska republika (Napoleonova)
Italijanska republika (italijansko Repubblica Italiana) je bila francoska sestrska republika, ki je nastala na ozemlju predhodne Cisalpinske republike. V Italijansko republiko je bila preimenovana 26. januarja 1802 po spremembi ustave. Z novo ustavo je francoski prvi konzul Napoleon Bonaparte postal njen predsednik.
Italijanska republika je bila sestavljena iz istih ozemelj kot predhodnja Cisalpinska republika, to je iz Lombardije in Emilije - Romanje. Ukinjena je bila 26. maja 1805, po Napoleonovem prevzemu cesarskega naslova, ko je bila preoblikovana v  Italijansko kraljestvo (Regno d'Italia), z Napoleonom kot kraljem in njegovim pastorkom Eugènom de Beauharnaisom kot podkraljem.